# Zeriassa dubia
Espèce
Synonymes
- Zeriassa longicornis Lawrence, 1953

Zeriassa dubia est une espèce de solifuges de la famille des Solpugidae.

## Distribution
Cette espèce est endémique de Somalie.

## Publication originale
- Caporiacco, 1944 : Su alcuni Solifugi Somali. Monitore Zoologico Italiano, vol. 54, p. 91–96.